# Чад на літніх Олімпійських іграх 2016
Республіка Чад на літніх Олімпійських іграх 2016 року була представлена двома спортсменами у легкій атлетиці. Жодної медалі олімпійці Чаду не завоювали.

## Склад збірної
Легка атлетика
1. Амат Бахір
2. Бібіро Алі Тахер

## Результати змагань

### Легка атлетика
Бігові дисципліни
| Спортсмен        | Дисципліна          | Попередній раунд | Попередній раунд | Півфінали       | Півфінали       | Фінал            | Фінал            |
| Спортсмен        | Дисципліна          | Час              | Місце            | Час             | Місце           | Час              | Місце            |
| ---------------- | ------------------- | ---------------- | ---------------- | --------------- | --------------- | ---------------- | ---------------- |
| Амат Бахір       | чоловіки 400 метрів | 48.59            | 7                | припинив участь | припинив участь | припинив участь  | припинив участь  |
| Бібіро Алі Тахер | жінки 5000 метрів   | не фінішувала    | не фінішувала    | Н/Д             | Н/Д             | припинила участь | припинила участь |